# Geschäft (Wirtschaft)
Ein Geschäft (englisch deal, trade) ist ein Tauschvorgang zwischen Wirtschaftssubjekten, der die Erzielung oder Verwendung von Einkommen zum Ziel hat. 

## Etymologie
Das Wort Geschäft entstammt dem althochdeutschen „gaskaft“ oder „gascaft“, was so viel bedeutet wie „was zu schaffen obliegt“. Das Wort lehnte sich früher mehr an „schaffen“ an. Im Mittelhochdeutschen entstand hieraus „geschefede“ und „geschaft“ für „Schöpfung, Gestalt“. Im Jiddischen entwickelte sich hieraus „gesheft“ (hebräisch געשעפט).

## Allgemeines
Alle Wirtschaftssubjekte (Privathaushalte, Unternehmen, öffentliche Haushalte bis hin zum Staat) schließen Geschäfte ab. Aus Sicht der Privathaushalte wird meist allerdings nicht von Geschäften gesprochen, weil sie hieraus lediglich einen Nutzen ziehen. Die übrigen Wirtschaftssubjekte verfolgen mit einem Geschäft ihr kommerzielles Ziel der Gewinnmaximierung (oder zumindest der Kostendeckung), so dass sie mit Geschäften wenigstens einen Deckungsbeitrag erzielen. Das Zivilrecht benutzt den Begriff Geschäft sehr häufig (etwa Rechtsgeschäft, abstraktes Geschäft, neutrales Geschäft), ohne ihn jedoch zu definieren. Es handelt sich rechtlich um das auf einen wirtschaftlichen Erfolg gerichtete Verhalten, an das nach der Rechtsordnung Rechtsfolgen geknüpft werden.
Geschäfte bestehen aus mindestens einem Zahlungsstrom und Güterstrom (Kaufvertrag), aus zwei Zahlungsströmen (Devisengeschäft) oder zwei Güterströmen (Tauschgeschäft).

## Arten
Geschäfte können sowohl zwischen verschiedenen Wirtschaftssubjekten (interorganisatorisch) als auch innerhalb eines Wirtschaftssubjekts (innerorganisatorisch) stattfinden. Die Geschäftsbeziehungen zwischen einzelnen Wirtschaftssubjekten können wie folgt gegliedert werden:
| Wirtschaftssubjekt    | Privathaushalte            | Unternehmen                | öffentliche Haushalte            |
| --------------------- | -------------------------- | -------------------------- | -------------------------------- |
| Privathaushalte       | Consumer-to-Consumer       | Consumer-to-Business       | Consumer-to-Administration       |
| Unternehmen           | Business-to-Consumer       | Business-to-Business       | Business-to-Administration       |
| öffentliche Haushalte | Administration-to-Consumer | Administration-to-Business | Administration-to-Administration |

Als Geschäftsarten kommen nicht nur der Kaufvertrag, sondern auch Dauerschuldverhältnisse wie Miet-, Pacht-, Leasing- oder Kreditvertrag in Frage, wobei lediglich die am Vertrag beteiligten Unternehmer diesen als Geschäft ansehen. Diese Verträge sind in deren Rechnungswesen bei der Bilanzierung als schwebendes Geschäft zu berücksichtigen, wenn die wesentlichen Vertragspflichten am Bilanzstichtag noch nicht erfüllt wurden.
Gegenstand der Geschäfte können Realgüter und Nominalgüter sein. Häufigster Geschäftsgegenstand ist der Wareneinkauf gegen Bargeldzahlung, bei dem ein Realgut (Ware) mit einem Nominalgut (Bargeld) bezahlt wird. Es gibt auch den reinen Austausch von Realgütern (Tauschhandel) oder von Nominalgütern (Devisengeschäfte).

## Rechtsfragen
Der handelsrechtliche Rechtsbegriff des Geschäfts in § 343 HGB bezieht sich auf einzelne kaufmännische Tätigkeiten und Geschäftsvorgänge im Unterschied zum Unternehmen des Kaufmanns im Ganzen, das gemäß § 22 HGB als Handelsgeschäft bezeichnet wird. Der Begriff des Geschäfts umfasst nicht nur Rechtsgeschäfte wie Verträge und insbesondere Kaufverträge, sondern auch Rechtshandlungen von geschäftlicher Bedeutung. Geschäfte sind daher auch die Mahnung (§ 286 BGB), Wareneingang und Warenausgang, die Zahlung, Lieferung, Mängelanzeige (§ 377 HGB) oder die Weisung beim Auftrag oder Geschäftsbesorgungsvertrag.
Der Tag des Geschäftsabschlusses (englisch business day) ist der Zeitpunkt, an dem ein Geschäft zwischen den Geschäftspartnern rechtswirksam zustande kommt. Er ist für die Entstehung von Rechten und Vertragspflichten und die Bilanzierung von Bedeutung. Im Regelfall sind die bei einem Geschäftsabschluss vereinbarten gegenseitigen Leistungen sofort Zug um Zug fällig (wie bei den Kaufverträgen des Alltags), bei Finanzkontrakten und Commodities liegt der Erfüllungstag (englisch settlement day) mindestens 2 Werktage nach dem Tag des Geschäftsabschlusses (Kassageschäft) oder noch wesentlich später (Termingeschäft, Fixgeschäft, Kredit). Durch die verzögerte Erfüllung treten für die Geschäftspartner Erfüllungs- und Kreditrisiken auf. Unternehmen vereinbaren bei Geschäften untereinander oder mit Verbrauchern Allgemeine Geschäftsbedingungen, zu denen sie bereit sind, Geschäfte abzuschließen. Handelsgeschäfte sind die Geschäfte eines Kaufmanns, die zum Betrieb seines Handelsgewerbes gehören.

## Geschäfte in der Wirtschaft
Als Geschäft sind aus wirtschaftlicher (und auch bilanzrechtlicher) Sicht diejenigen Rechtsverhältnisse anzusehen, die auf einem funktionalen Abhängigkeitsverhältnis von Leistung und Gegenleistung beruhen. Zahlreiche Komposita enthalten „Geschäft“ als Bestandteil. Beispielsweise ist für den Abschluss eines Geschäfts die Geschäftsfähigkeit Voraussetzung, ohne die ein Geschäft unwirksam ist. Geschäftspartner sind die an einem Geschäft beteiligten Rechtssubjekte/Wirtschaftssubjekte, die den Geschäftsvorfall in ihrem Rechnungswesen zu verbuchen haben. Über den Erfolg von Geschäften gibt der Öffentlichkeit ein Geschäftsbericht Auskunft. 
Es müssen mindestens zwei Geschäftspartner vorhanden sein, aber auch mehrere können am selben Geschäft beteiligt sein (Konsortium, Arbeitsgemeinschaft). Mit einem Geschäft verfolgen mindestens zwei Wirtschaftssubjekte ihr jeweiliges Ziel der langfristigen Gewinn- oder Nutzenmaximierung; daher stammt die Forderung, dass Geschäfte sich lohnen müssen. Geschäfte ermöglichen einem Unternehmen die ökonomische Entscheidung, ob der Einsatz von Produktionsfaktoren zur Herstellung von Produkten oder Dienstleistungen unter bestimmten Bedingungen lohnenswert erscheint. Bei Geschäften verfolgen die Unternehmen das Ziel der Gewinnmaximierung, Privathaushalte das Ziel der Nutzenmaximierung. Für Milton Friedman besteht die Hauptaufgabe von Unternehmen in gewinnbringenden Geschäften – es geht bei Geschäften nur ums Geschäft (englisch The business of business is business). Jeder Geschäftsabschluss zielt darauf ab, Gewinne zu erzielen bzw. zu maximieren, indem jede Entscheidung daraufhin beobachtet wird, welchen Unterschied sie im Hinblick auf die Gewinnaussichten des Unternehmens auslöst. Erich Gutenberg sah 1956 in der kurzfristigen Gewinnmaximierung das Streben, „aus jedem einzelnen Geschäft das Maximum an Gewinn herauszuholen“. Allerdings geht es bei der Gewinnmaximierung nicht um die Maximierung bei jedem einzelnen Geschäft, sondern um den langfristig höchstmöglichen Gewinn. Verlustgeschäfte sind Geschäfte, die einen Verlust einbringen, aber dem Ziel der langfristigen Gewinnerzielung nicht unbedingt widersprechen müssen. So kann es taktisch günstig sein, zum Zwecke des Preiswettbewerbs oder der Kundenbindung kurzfristig so genannte verlustbringende Lockangebote (englisch loss leader) einzuplanen, von denen Kunden genau wissen, dass sie normalerweise zu einem höheren Preis verkauft werden. Sie erbringen zwar kurzfristig Verluste, können jedoch langfristig zu neuen Kunden verhelfen, die auch gewinnbringende Produkte kaufen. 
Schließen Geschäftspartner mehrere Geschäfte in einem bestimmten Zeitraum, unterhalten sie eine Geschäftsbeziehung. Geschäfte mit Kreditinstituten heißen Bankgeschäfte, hierunter fallen insbesondere Kreditgeschäfte und Einlagengeschäfte. Unternehmen ordnen ihre verschiedenen Geschäfte aufbauorganisatorisch bestimmten Geschäftssparten zu. Sie entwickeln Geschäftsstrategien, die ihnen bei der Entwicklung oder Weiterentwicklung eines Geschäftsmodells oder der Konzentration auf das Kerngeschäft helfen sollen.

## Abgrenzung
Geschäfte sind durch Leistung und angemessene Gegenleistung gekennzeichnet. Rein einseitige Transferleistungen (Schenkungen, Steuern, aber auch Bürgschaften) gelten nicht als Geschäfte. Dies grenzt die Geschäfte vom Oberbegriff der Transaktion ab. Geschäftsgegenstand sind Wirtschaftsobjekte, die durch diese Transaktionen zu anderen Wirtschaftssubjekten wechseln.